# Лебединое (Кировоградская область)
Лебединое (укр. Лебедине) — село в Устиновской поселковой общине Кропивницкого района Кировоградской области Украины.
До 2020 года входило в Устиновский район
Население по переписи 2001 года составляло 481 человек. Почтовый индекс — 28613. Телефонный код — 5239. Код КОАТУУ — 3525884701.